# TyTy Washington
Tyrone Lewis „TyTy” Washington Jr (ur. 15 listopada 2001 w Phoenix) – amerykański koszykarz, występujący na pozycji rozgrywającego, od 2023 zawodnik Milwaukee Bucks oraz zespołu G-League – Wisconsin Herd.
W 2021 wystąpił w meczach gwiazd amerykańskich szkół średnich Jordan Brand Classic, Allen Iverson Roundball Classic.
29 sierpnia 2023 zawarł umowę z Milwaukee Bucks na występy zarówno w NBA, jak i zespole G-League – Wisconsin Herd.

## Osiągnięcia
Stan na 24 września 2023, na podstawie, o ile nie zaznaczono inaczej.
NCAA
- Uczestnik rozgrywek turnieju NCAA (2022)
- Zaliczony do:
  - I składu najlepszych pierwszorocznych zawodników:
    - NCAA – Kyle Macy CollegeInsider Freshman All-America Team (2022)
    - konferencji Southeastern (SEC – 2022)

  - II składu SEC (2022)
- Zawodnik tygodnia SEC (22.11.2021, 27.12.2021, 3.01.2022, 10.01.2022, 17.01.2022)